# کوخیدز (کوخیدز)
کوخیدز (به اسپانیایی: Cojedes) یک شهر در ونزوئلا است که در Anzoátegui واقع شده‌است. کوخیدز ۱۴٬۰۴۴ نفر جمعیت دارد.